# Arcozelo (Gouveia)
Arcozelo ist eine Gemeinde (Freguesia) im portugiesischen Kreis Gouveia. In ihr leben 570 Einwohner (Stand 19. April 2021).